# Una tazza di thè
Una tazza di thè è un film del 1923 diretto da Toddi.